# Іштван Гуяш
Іштван Гуяш (угор. István Gulyás; 13 жовтня 1931 — 31 липня 2000) — колишній угорський тенісист.
Найвищу одиночну позицію світового рейтингу — 8 місце досяг 1966 року (за даними Ленса Тінґея).
Здобув 20 одиночних титулів.
Найвищим досягненням на турнірах Великого шолома був фінал в одиночному розряді.
Завершив кар'єру 1973 року.

## Фінали турнірів Великого шолома

### Одиночний розряд: 1 (0-1)
| Результат | Рік  | Турнір            | Покриття | Суперник | Рахунок       |
| --------- | ---- | ----------------- | -------- | -------- | ------------- |
| Поразка   | 1966 | Чемпіонат Франції | Ґрунт    | Тоні Роч | 1–6, 4–6, 5–7 |

## Часова шкала результатів на турнірах Великого шлему
| W | Ф | ПФ | ЧФ | #Р | КТ | К# | DNQ | A | NH |

### Одиночний розряд
| Турнір                                 | 1955  | 1956  | 1957  | 1958  | 1959  | 1960  | 1961  | 1962  | 1963  | 1964  | 1965  | 1966  | 1967  | 1968  | 1969  | 1970  | 1971  | 1972  | 1973  | SR     |
| -------------------------------------- | ----- | ----- | ----- | ----- | ----- | ----- | ----- | ----- | ----- | ----- | ----- | ----- | ----- | ----- | ----- | ----- | ----- | ----- | ----- | ------ |
| Відкритий чемпіонат Австралії з тенісу |       |       |       |       |       |       |       |       |       |       |       |       |       |       |       |       |       |       |       | 0 / 0  |
| Відкритий чемпіонат Франції з тенісу   | 1р    |       |       | 4р    |       | 3р    | 2р    | 3р    | 3р    | 3р    | 2р    | Ф     | ПФ    | 4р    | 4р    | 2р    | ЧФ    | 1р    | 1р    | 0 / 15 |
| Вімблдонський турнір                   | 2р    |       |       | 1р    | 1р    | 3р    | 2р    | 1р    | 2р    | 2р    | 1р    | 1р    | 2р    | 1р    | 1р    | 1р    | 1р    | 1р    | 1р    | 0 / 17 |
| Відкритий чемпіонат США з тенісу       |       |       |       |       |       |       |       |       | 4р    |       |       |       |       |       |       |       |       |       |       | 0 / 1  |
| Strike rate                            | 0 / 2 | 0 / 0 | 0 / 0 | 0 / 2 | 0 / 1 | 0 / 2 | 0 / 2 | 0 / 2 | 0 / 3 | 0 / 2 | 0 / 2 | 0 / 2 | 0 / 1 | 0 / 2 | 0 / 2 | 0 / 2 | 0 / 2 | 0 / 2 | 0 / 2 | 0 / 33 |